# Orusts östra härad
Orusts östra härad var ett härad i mellersta Bohuslän inom nuvarande Orusts kommun. Tingsställe var från 1686 Svanesund i Långelanda socken, och från 1912 Varekil i Stala socken tills det 1962 flyttades till Stenungsund.

## Namnet
Namnet skrevs 1320 j Orðost. Det innehåller troligen fornvästnordiska urð eller orð med betydelsen "stenhop". Efterleden är omdiskuterad. Möjligen ingår fornvästnordiska vǫzt som betyder "fiskeplats".

## Socknar
- Långelanda
- Myckleby
- Stala
- Torp

## Geografi
Häradet omfattade de östra delarna av ön Orust. Trakten består av barrskogsklädda bergplatåer med jordbruksbygd i dalarna. Strandängar kantar kusterna, bl.a. vid den grunda och örika Stigfjorden i söder.
Enda sätesgård var Svanviks säteri i Stala socken.
Gästgiverier fanns vid häradets tingsställe Svanesund och i Vreland, båda i Långelanda socken.

## Län, fögderier, domsagor, tingslag och tingsrätter
Häradet hör sedan 1998 till Västra Götalands län, innan dess från 1680 till Göteborgs och Bohus län, före 1700 benämnd Bohus län. Kyrkligt tillhör församlingarna Göteborgs stift
Häradets socknar hörde till följande fögderier:
- 1686-1945 Orusts och Tjörns fögderi
- 1946-1990 Uddevalla fögderi

Häradets socknar tillhörde följande domsagor, tingslag och tingsrätter:
- 1681-1697 Östra och Västra Orusts tingslag i Orusts och Tjörns häraders domsaga
- 1698-1954 Orusts och Tjörns tingslag i
  - 1698-1856 Inlands Nordre, Inlands Fräkne, Orusts och Tjörns häraders domsaga
  - 1857-1954 Orusts och Tjörns domsaga
- 1955-1970 Orusts, Tjörns och Inlands tingslag i Orusts, Tjörns och Inlands domsaga

- 1971-2006 Stenungsunds tingsrätt och dess domsaga
- 2007- Uddevalla tingsrätt och dess domsaga